# Länsväg 131
De Zweedse weg 131 (Zweeds: Länsväg 131) is een provinciale weg in de provincies Jönköpings län en Östergötlands län in Zweden en is circa 36 kilometer lang. De weg ligt in het zuiden van Zweden.

## Plaatsen langs de weg
- Tranås
- Hestra
- Asby
- Österbymo

## Knooppunten
- Riksväg 32 bij Tranås (begin)
- Länsväg 134 bij Österbymo (einde)